# Курьенмяки
Курьенмяки (фин. Kurjenmäki, швед. Tranbacken) — один из центральных районов города Турку, входящий в Центральный территориальный округ.
На территории района расположен комплекс зданий Центральной городской больницы.

## Географическое положение
Район расположен к юго-востоку от центральной части города и граничит со II и III районами, а также с районом Купиттаа.

## Население
В 2004 году население района составляло 679 человек, из которых дети моложе 15 лет - 7,07 %, а старше 65 лет — 20,47 %. Финским языком в качестве родного владели 92,64 %, шведским — 3,39 %, а другими языками — 3,98 % населения района.